# Banu l-Afia
Banu l-Afia o Miknasa fou una dinastia amaziga del Marroc, fundada per Mussa ibn Abi-l-Àfiya, xeic de la tribu Miknasa i governador/emir del Magreb occidental per compte dels fatimites d'Ifríqiya i dels omeies (de Còrdova).
La data de la seva mort no està ben establerta. Les fonts parlen de la seva mort entre 937 i 937 a la regió que dominava entre Guercif i Nakur, en lluita contra els fatimites. Segons la majoria de fonts el va succeir el seu fill Ibrahim ibn Musa, mort el 961 al que va succeir el seu fill Abd-Al·lah ibn Ibrahim mort el 971, i va tenir com darrer emir al seu fill Muhàmmad que va governar fins vers 974. Un cronista afegeix que va conservar un poder local i el fill d'aquest Muhàmmad, al-Qàssim ibn Muhàmmad, va governar fins al 1055.
El Muqtabis d'Ibn Hayyan, la font més solvent, no fou conegut abans del 1979 i a més després no fou accessible. Segons aquest llibre Mussa va morir l'agost del 938 i el va succeir el seu fill Madyan, un dels tres que eren vius, sent els altres Abu-Múnqidh i Muhàmmad.